# 멘켄트
멘켄트(Menkent)는 센타우루스자리에 있는 별로 바이어 명명법에 의하면 센타우루스자리 세타로 읽는다. 이 별은 지구에서 약 60.9광년 떨어져 있으며, 분광형 K의 오렌지색 거성으로 표면 온도는 4,500켈빈 정도이다. 겉보기 등급은 +2.06이다. 질량은 태양의 4배, 반지름은 태양의 16배, 밝기는 태양의 45배 정도이다.